# سیاویک
سیاویک (به لاتین: Súðavík) یک منطقهٔ مسکونی در ایسلند است که در وست‌فیردیر واقع شده‌است. سیاویک ۷۴۹ کیلومتر مربع مساحت و ۱۷۵ نفر جمعیت دارد.